# Baseball-Reference.com
Baseball-Reference.com est un site Internet fournissant des statistiques de baseball, principalement au sujet des joueurs et des équipes de la Ligue majeure de baseball. Fondé en 2000, le site offre une grande variété de statistiques, incluant plusieurs données sabermétriques, et est un outil largement utilisé par les médias et commentateurs sportifs.

## Contenu
Baseball-Reference offre une banque de données statistiques sur les saisons, franchises, joueurs et matchs de la Ligue majeure de baseball, incluant les feuilles de pointage remontant jusqu'à 1919, ces dernières étant probablement perdues avant cette date. Des sections du site sont aussi consacrées, entre autres, aux honneurs individuels remis par la MLB, aux transactions entre clubs, aux repêchages de joueurs amateurs, aux scrutins d'élections des membres du Temple de la renommée du baseball, ainsi que des données biographiques telles les dates et lieux de naissance et les liens familiaux entre joueurs. 
Les statistiques des joueurs des ligues mineures de baseball disponibles sur le site remontent jusqu'à l'année 1900. En 2013, Baseball-Reference a entrepris d'ajouter à sa banque de données des statistiques de la principale ligue japonaise de baseball, la NPB. Au fil des ans, le site tente également de répertorier des informations connexes au sport, dans les limites où elles sont disponibles, par exemple les salaires des joueurs, leurs agents ou les numéros d'uniforme. Une section est dédiée aux Ligues des Noirs, existantes durant l'époque de la ségrégation raciale aux États-Unis, mais elle s'avère incomplète en raison de la difficulté de trouver des archives à leur sujet. Baseball-Reference permet d'ordonner les statistiques et offre des outils permettant d'effectuer des comparaisons rapides et approfondies entre différents joueurs ou clubs, à différentes époques.
Les sommaires ou feuilles de matchs occupent plus de 100 000 pages du site et celles de 1950 à aujourd'hui détaillent chaque séquence de jeu. Pour les années récentes, des détails plus précis tels les comptes de balles et de prises figurent aussi aux feuilles de matchs.
Le site estimait en 2008 atteindre les 15 millions de pages vues par mois et était à ce moment toujours une opération surtout menée par son fondateur Sean Forman.

## Histoire
Lancé le 1er février 2000 en tant que section du site faisant la promotion du livre Big Bad Baseball Annual, Baseball-Reference s'affiche sous son propre nom de domaine dès avril 2000. Le site est fondé et maintenu par l'Américain Sean Forman, diplômé en mathématiques appliquées de l'Université de l'Iowa et assistant professeur de mathématiques et de sciences informatiques à l'Université Saint-Joseph de Philadelphie. Il abandonne son emploi à cette dernière institution pour se consacrer uniquement à Baseball-Reference après la naissance en 2006 de son premier enfant.
Sean Forman est l'unique propriétaire de Baseball-Reference.com jusqu'en décembre 2007, après quoi le site appartient à Sports Reference, une compagnie à responsabilité limitée dont Forman est le président et qui opère différents sites de statistiques sportives sur le basket-ball (NBA et universitaire), le football américain (NFL et universitaire), le hockey sur glace (LNH) et les Jeux olympiques.